# Vương Hạo (bóng bàn)
Vương Hạo (Tiếng Trung: 王皓; Bính âm: Wáng Hào, sinh ngày 15 tháng 12 năm 1983) là một vận động viên bóng bàn đã giải nghệ người Trung Quốc. Tháng 5 năm 2009, anh chinh phục thành công nội dung đơn nam giải World Table Tennis Championships tại Yokohama, Nhật Bản, sau khi đánh bại người ba lần vô địch thế giới Vương Lệ Cần với tỉ số 4–0. Những thành tích đáng chú ý khác của Vương Hạo bao gồm ba lần vô địch World Cup vào các năm 2007, 2008 và 2010, huy chương bạc đơn nam tại Thế vận hội mùa hè 2004, Thế vận hội mùa hè 2008 và Thế vận hội mùa hè 2012. Tháng 1 năm 2010, anh bị Mã Long soán ngôi số một thế giới trên bảng xếp hạng chính thức của ITTF. Trước đó, Vương Hạo đã giữ vị trí này trong vòng 27 tháng liên tiếp, từ tháng 10 năm 2007 đến tháng 12 năm 2009. Tháng 4 năm 2011, anh một lần nữa quay lại ngôi vị số một thế giới. Vương Hạo sở hữu kỹ thuật Reverse Penhold Backhand (đánh trái tay vợt dọc bằng mặt trái) vô cùng xuất chúng.
Trong suốt sự nghiệp, Vương Hạo đã 12 lần tham gia các trận chung kết của những giải đấu tầm cỡ, một kỷ lục chưa từng có. Ở nội dung đơn nam, anh đều đã vô địch Asian Championship, Asian Cup, Asian Games, và Chinese National Games ít nhất một lần.
Vương Hạo giã từ đội tuyển quốc gia vào cuối năm 2014.

## Trang bị
Vương Hạo sử dụng cốt vợt DHS Hurricane Hao (phiên bản đặc biệt dành cho Vương Hạo có tên N656) với mặt vợt DHS Neo Skyline III Blue Sponge cho thuận tay và Butterfly Sriver đi kèm mút Bryce cho trái tay.

## Lối chơi
Vương Hạo theo trường phái cầm vợt dọc. Anh là đại diện cho một lớp những tay vợt dọc mới, sở hữu kỹ năng tấn công và phòng thủ tốt ở cả hai cánh trái, phải của bàn. Sự linh hoạt của cổ tay với lối cầm vợt dọc cho phép Vương Hạo tạo ra lượng lớn độ xoáy ở phía thuận tay.
Khi so sánh với đa phần các tay vợt dọc chuyên nghiệp khác, Vương Hạo sử dụng mặt vợt trái cho hầu hết các cú đánh trái tay, ngoại trừ một số trường hợp bóng được đưa chậm và nằm sâu trong bàn khi giao bóng. Phong cách đánh kể trên ban đầu được coi là không chuẩn mực và khi Vương Hạo mới gia nhập tuyển quốc gia, hầu hết các vận động viên khác không đánh giá cao năng lực của anh.

## Đời sống cá nhân
Vương Hạo gặp Diêm Bác Nhã vào năm 2010 và kết hôn với cô vào năm 2013. Cũng trong năm 2013, họ có với nhau một cậu con trai tên là Vương Duệ Đình. Vương Hạo từng tuyên bố rằng anh không muốn con trai mình theo nghiệp bóng bàn.

## Thành tích

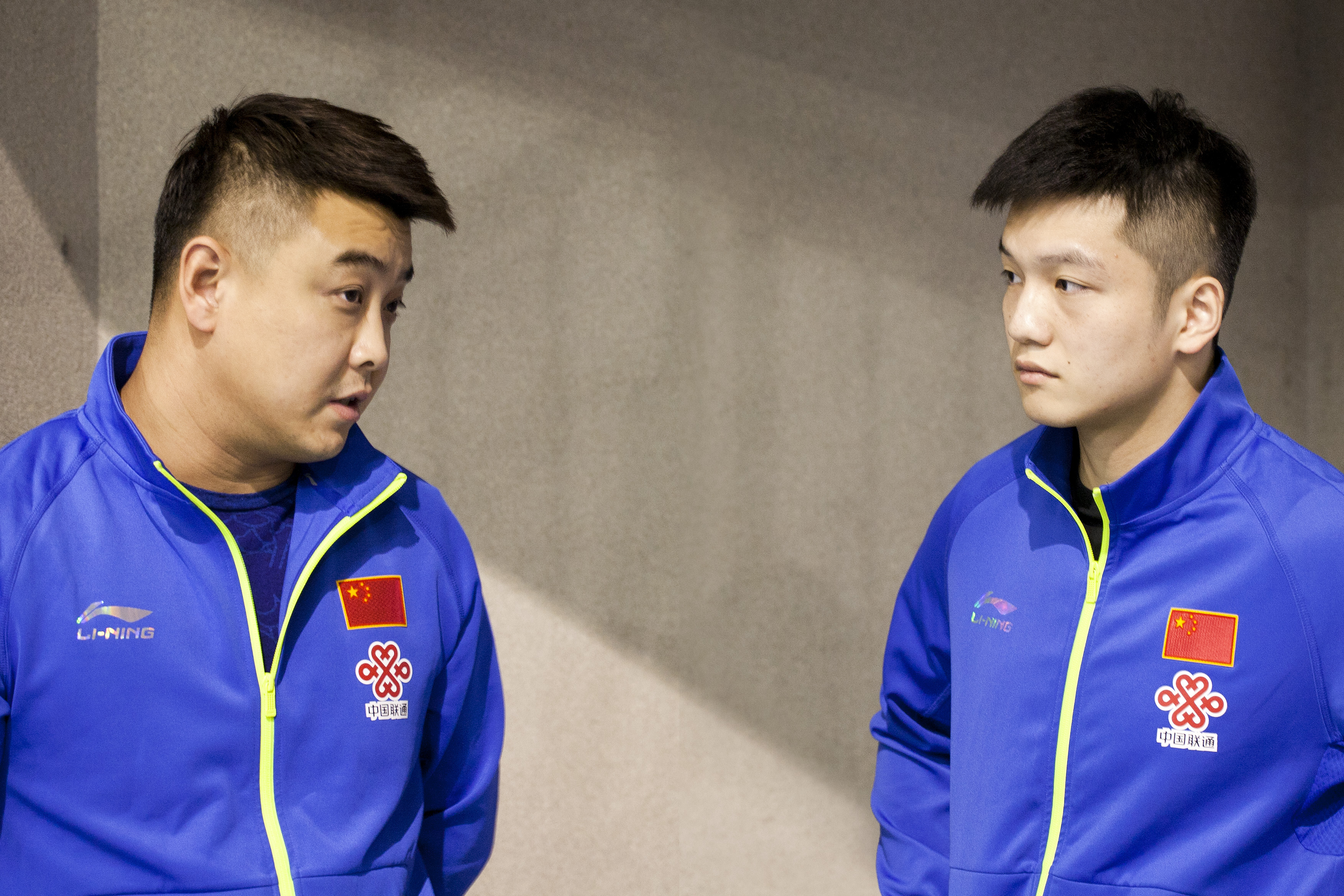
Vương Hạo là huấn luyện viên của Phàn Chấn Đông tại ITTF World Tour 2017 German Open.

- 1996: tham gia đội bóng bàn tỉnh Cát Lâm
- 1998: gia nhập Đội tuyển Quốc gia và thi đấu chuyên nghiệp
- 1999 World Club Championships:  Vô địch, đồng đội
- 1999 Asian Junior Table Tennis Championships:  Vô địch, đồng đội;  Hạng nhì, đơn nam và đôi nam
- 2000 World Club Championship:  Hạng nhì, đồng đội nam
- 2001 Ninth National Games:  Vô địch, đồng đội nam
- 2002 ITTF Pro Tour, Hà Lan:  Vô địch, đơn nam;  hạng ba, đôi nam
- 2002 ITTF Pro Tour, Ai Cập:  Vô địch, đơn nam;  hạng ba, đôi nam
- 2003 47th World Table Tennis Championships:  Hạng nhì, đôi nam:  hạng ba, mixed doubles
- 2003 ITTF Pro Tour, Croatia:  Vô địch,  đơn nam
- 2003 ITTF Pro Tour, Trung Quốc:  Hạng nhì, đơn nam và đôi nam
- 2003 ITTF Pro Tour, Đan Mạch:  Vô địch,  đôi nam
- 2003 ITTF Pro Tour, Thụy Điển:  Vô địch, đôi nam
- 2003 Asian Table Tennis Championships:  Vô địch, đồng đội nam và đơn nam;  hạng ba, đôi nam
- 2004 47th World Team Table Tennis Championships:  Vô địch,  đồng đội nam
- 2004 Olympics:  Huy chương bạc, đơn nam
- 2004 World Cup:  hạng ba, đơn nam
- 2004 ITTF Pro Tour, Hy Lạp:  Vô địch, đơn nam;  Hạng nhì, đôi nam
- 2004 ITTF Pro Tour, Hàn Quốc:  Vô địch, đôi nam;  Hạng nhì, đơn nam
- 2004 ITTF Pro Tour, Trường Xuân:  Vô địch, đôi nam;  Hạng nhì, đơn nam
- 2005 48th World Table Tennis Championships:  Vô địch,  đôi nam
- 2005 Asia Cup:  Vô địch,  đơn nam
- 2005 Asian Table Tennis Championships: Vô địch,  đồng đội nam
- 2005 Qatar Open:  Vô địch, đôi nam
- 2005 China Open:  Hạng nhì, đôi nam (Harbin);  Hạng nhì, đơn nam (Shenzhen)
- 2005 World Cup:  Hạng nhì, đơn nam
- 2006 48th World Team Table Tennis Championships:  Vô địch,  đồng đội nam
- 2006 World Cup:  Hạng nhì, đơn nam
- 2006 ITTF Pro Tour, Slovenia:  Vô địch, đơn nam
- 2006 ITTF Pro Tour, Croatia:  Vô địch, đôi nam
- 2006 ITTF Pro Tour, Qatar:  Vô địch, đôi nam
- 2006 ITTF Pro Tour, Nhật Bản:  Vô địch, đôi nam;  Hạng nhì, đơn nam
- 2006 Asian Games:  Vô địch, đơn nam và đồng đội
- 2007 World Table Tennis Championships:  Hạng nhì, đôi nam;  hạng ba, đơn nam
- 2007 World Cup:  Vô địch, đồng đội nam và đơn nam
- 2007 ITTF Pro Tour, Slovenia:  Vô địch, đơn nam
- 2007 ITTF Pro Tour, Croatia:  Vô địch, đôi nam
- 2007 ITTF Pro Tour, Thâm Quyến:  Vô địch, đơn nam và đôi nam
- 2007 ITTF Pro Tour, Nam Kinh:  Vô địch, đôi nam;  Hạng nhì, đơn nam
- 2007 ITTF Pro Tour, Nhật Bản:  Vô địch, đơn nam;  Hạng nhì, đôi nam
- 2007 Asian Table Tennis Championships:  Vô địch, đồng đội nam và đơn nam;  Hạng nhì, đôi nam
- 2008 Olympics:  Vô địch, đồng đội nam
- 2008 Olympics:  Huy chương bạc, đơn nam
- 2008 World Team Table Tennis Championships:  Vô địch, đồng đội nam
- 2008 World Cup:  Vô địch,  đơn nam
- 2009 World Table Tennis Championships:  Vô địch, đơn nam và men's double with Chen Qi
- 2009 Eleventh National Games:  Vô địch, đơn nam, đôi nam nữ và đồng đội nam
- 2010 World Team Table Tennis Championships:  Vô địch, đồng đội nam
- 2010 World Cup:  Vô địch, đơn nam
- 2010 Asian Games:  Huy chương bạc, đơn nam
- 2011 World Table Tennis Championships:  Hạng nhì, đơn nam;   hạng ba, đôi nam
- 2011 World Cup:  Hạng nhì, đơn nam
- 2012 Olympics:  Huy chương bạc, đơn nam
- 2012 Olympics:  Vô địch, đồng đội nam.
- 2013 World Table Tennis Championships:  Hạng nhì, đơn nam